# Purpurocardia purpurata
Purpurocardia purpurata är en musselart som först beskrevs av Gérard Paul Deshayes 1854.  Purpurocardia purpurata ingår i släktet Purpurocardia och familjen Carditidae. Inga underarter finns listade i Catalogue of Life.

## Bildgalleri

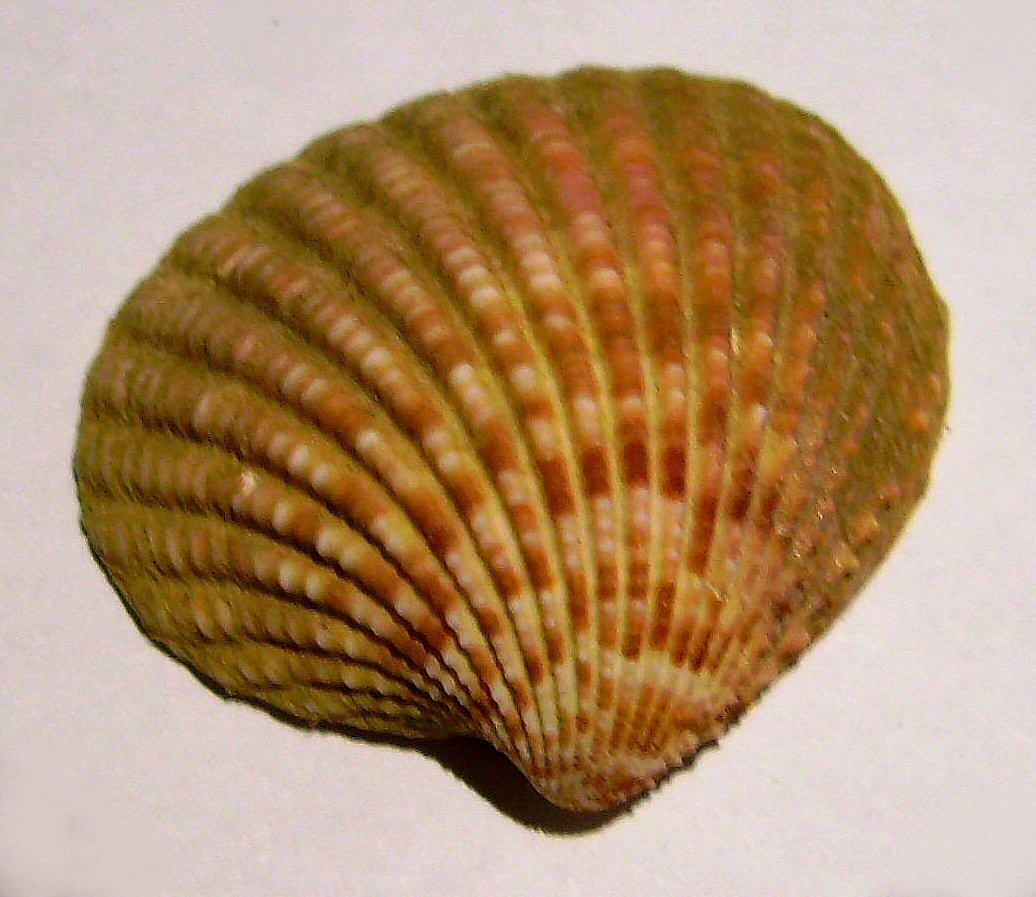
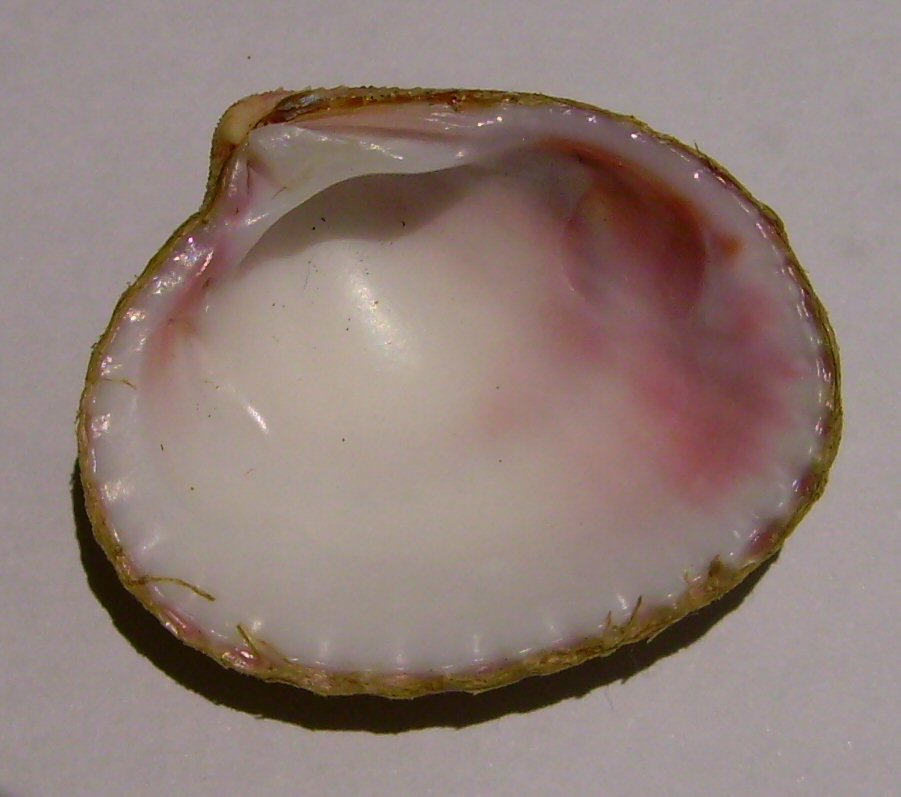